# کوکدالا
کوکدالا (به اویغوری: كۆكدالا شەھىرى، به قزاقی: كوكدالا قالاسى)(به چینی: 可克达拉市، به پین‌یین: Kěkèdálā Shì) یک شهر در چین است که در سین‌کیانگ واقع شده‌است. کوکدالا ۹۷۹٫۷۱ کیلومتر مربع مساحت و ۸۰٬۰۰۰ نفر جمعیت دارد.
از لحاظ اداری، این شهر، شهر در سطح شهرستان است، که تابع مستقیم منطقه خودمختار (به جای تابع ولایت بودن) می باشد. این شهر، یکی از شهرهای تحت کنترل ارگان بینگتوان می باشد. این شهر با جدا شدن از ولایت خودمختار ایلی قزاق، شهرستان خورگس در مارس ۲۰۱۵ تاسیس شد.